# Mkwedu (Tandahimba)
Mkwedu ist ein Verwaltungsbezirk (englisch Ward) des Distrikts Tandahimba in der tansanischen Region Mtwara.

## Geografie
Mkwedu liegt im Südosten von Tansania etwa 30 Kilometer Luftlinie westlich der Distrikthauptstadt Tandahimba. Der Bezirk grenzt im Norden an Chaume und Mkonjowano, im Osten an Lyenje, im Südosten an Milingodi, im Süden an Mdumbwe und im Westen an Mnyeu. Bei der Volkszählung 2022 lebten 3445 Menschen in 1057 Haushalten auf einer Fläche von 49 Quadratkilometern.

## Gliederung
Der Bezirk besteht aus drei Gemeinden (Mtaa) mit zehn Orten (Kitongoji):
| Luheya - Luheya - Rahaleo - Parisi | Machedi - Mtwara - Mtakuja - Mitema | Mkwedu II - Tandika - Ningojeni - Majengo - Pemba |